# Utrecht Overvecht vasútállomás
Utrecht Overvecht vasútállomás vasútállomás Hollandiában, Utrecht városában.

## Vasútvonalak
Az állomást az alábbi vasútvonalak érintik:
- Utrecht–Kampen-vasútvonal
- Hilversum–Lunetten-vasútvonal

## Kapcsolódó állomások
A vasútállomáshoz az alábbi állomások vannak a legközelebb:
- Hollandsche Rading vasútállomás
- Bilthoven vasútállomás
- Utrecht Centraal